# École de cuisine
Vous pouvez aider à l'améliorer ou bien discuter des problèmes sur sa page de discussion.
- Il ne cite pas suffisamment ses sources. Vous pouvez indiquer les passages à sourcer avec {{référence nécessaire}} ou {{Référence souhaitée}}, et inclure les références utiles en les liant aux notes de bas de page. (Marqué depuis avril 2016)
- Il adopte un point de vue régional ou culturel particulier et nécessite une internationalisation. (Marqué depuis avril 2016)
- Il n’est pas rédigé dans un style encyclopédique. (Marqué depuis avril 2016)

- Archive Wikiwix
- Bing
- Cairn
- DuckDuckGo
- E. Universalis
- Gallica
- Google
- G. Books
- G. News
- G. Scholar
- Persée
- Qwant
- (zh) Baidu
- (ru) Yandex
- (wd) trouver des œuvres sur Wikidata

La France abrite de nombreuses formations en cuisine.
Ce secteur offre de nombreuses possibilités de carrières et est en constante évolution. De ce fait, les écoles de cuisine se multiplient dans l'Hexagone[style à revoir]. Certaines écoles sont reconnues et jouissent d'une notoriété particulièrement importante. En fonction de l'âge et des capacités des étudiants, certaines formations sont plus adaptées que d'autres.

## Les formations en cuisine

### Les formations avant le baccalauréat
Des formations sont accessibles directement après le brevet des collèges, pour les élèves déterminés très tôt à suivre un cursus en cuisine. Parmi celles-ci :
- Le CAP Cuisine
- Le bac professionnel Cuisine
- Le bac technologique Hôtellerie-Restauration

### Les formations après le baccalauréat
Des établissements ouvrent leurs portes aux bacheliers ayant réalisé, ou non, un bac en accord avec cette formation en gastronomie. Les formations qu'ils délivrent sont les suivantes :
- Le BTS Hôtellerie-Restauration
- La licence Hôtellerie-Restauration
- Le master Hôtellerie-Restauration

On peut également trouver des formations professionnelles.

## Les écoles de cuisine
Ces formations sont dispensées, soit par des lycées, soit par des CFA, soit par des écoles. Entre autres établissements :
- École Alain Ducasse
- École Ferrandi
- École Ferrieres
- École Le Cordon bleu
- Institut Paul-Bocuse

Etc.